# José Sarria
José Julio Sarria (São Francisco, 12 de dezembro de ???? — Los Ranchos de Albuquerque, 19 de agosto de 2013) foi um drag queen e ativista norte-americano.
Conhecida por seus anos de performance no histórico Black Cat Bar nos anos 1950 e 1960, entretinha clientes com sátiras de canções populares e óperas enquanto encorajava-os a viver suas vidas o mais abertamente possível.